# Дутов, Вячеслав Викторович
Вячесла́в Ви́кторович Ду́тов (6 августа 1962 — 5 августа 2025) — российский фаготист, солист симфонического оркестра Государственной филармонии Алтайского края и Барнаульского духового оркестра, доцент Алтайского государственного университета, Заслуженный артист Российской Федерации.

## Биография
Вячеслав Дутов начал заниматься музыкой в духовом оркестре Прокопьевского музыкального училища. С 1985 по 1987 год он учился в Новосибирской консерватории по классу Владимира Лузина. В это же время Дутов работал в симфоническом и камерном оркестрах Новосибирского театра оперы и балета.
С 1993 Вячеслав Дутов был солистом — концертмейстером группы фаготов симфонического оркестра Государственной филармонии Алтайского края. Он исполнял также партию первого фагота в Барнаульском духовом оркестре.
Помимо исполнительства, Дутов также занимался преподавательской деятельностью. Он преподавал фагот, камерный ансамбль и некоторые музыкально-теоретические предметы на отделении музыкального искусства Алтайского государственного университета, а также в других музыкальных учебных заведениях Барнаула. Кроме того, он читал лекции на курсах повышения квалификации преподавателей духовых инструментов и стал автором нескольких теоретических работ о духовом исполнительстве.
В 2000 году Вячеслав Дутов был награждён Благодарственным письмом от администрации Алтайского края, в 2003 году — Почетной грамотой Комитета администрации Алтайского края по культуре и туризму. В 2005 году Дутову было присвоено почётное звание Заслуженный артист Российской Федерации.
Скончался 5 августа 2025 года.